# Половина пострілу на світанку
Половина пострілу на світанку (англ. Half Shot at Sunrise) — американська комедійний мюзикл Пола Слоуна 1930 року.

## Сюжет
На сцені зірки Вілер і Вулсі грають двох солдатів, які йдуть в самоволку в Парижі, під час Першої світової війни.

## У ролях
- Берт Вілер — Томмі Тернер
- Роберт Вулсі — Гілберт Сімпсон
- Дороти Лі — Аннет Маршалл
- Джордж МакФарлейн — полковник Маршалл
- Една Мей Олівер — місіс Маршалл
- Лені Стенгел — Ольга
- Хью Тревор — лейтенант Джим Рід
- Роберта Робінсон — Ейлін
- Джек Рутерфорд — сержант